# Juglandales
Juglandales és el nom botànic per a un ordre de plantes amb flors. Aquest ordre va estar reconegut per diversos sistemes de classificació de plantes (e.g. Sistema Engler i Sistema Wettstein ). El Sistema Cronquist posava aquest ordre dins la subclasse Hamamelidae, comprenent les famíliess Juglandaceae i Rhoipteleaceae, o més amb una sola espècie.
En l'APG II system aquestes dues famílies estaven unides dins la família Juglandaceae (on és opcional la divisió en dues famílies), i aquesta família es posa dins l'ordre Fagales.